# Kosmos 2315
Kosmos 2315, ruski navigacijski i satelit za tehnološka istraživanja, iz programa Kosmos. Vrste je Nadežda 17F118.
Lansiran je 5. srpnja 1995. godine u 03:09 s kozmodroma Pljesecka u Rusiji. Lansiran je u nisku orbitu oko planeta Zemlje raketom nosačem Kosmos-3M 11K65M. Orbita mu je 970 km u perigeju i 1012 km u apogeju. Orbitna inklinacija mu je 82,90°. Spacetrackov kataloški broj je 23603. COSPARova oznaka je 1995-032-A. Zemlju obilazi u 104,93 minute. Pri lansiranju bio je mase 825 kg. 

## Vanjske poveznice
- N2YO.com Search Satellite Database
- Celes Trak SATCAT Format Documentation (engl.)
- Kunstman  Arhivirana inačica izvorne stranice od 12. kolovoza 2019. (Wayback Machine) Satellites in Orbit (engl.)